# Tamatoa IV
Moe'ore Tamatoa puis Tamatoa IV, né vers 1797 et mort le 19 août 1857, est le second souverain du Royaume-Uni de Raiatea et Tahaa de 1831 à sa mort 1857. Mort sans héritiers légitimes, il est le dernier roi de la branche aînée de la dynastie royale des Tamatoa de Raiatea, laissant le trône à son petit-neveu, le fils de la reine de Tahiti, Tamatoa V.

## Famille
Né vers 1797, Moe-'ore de Raiatea est le fils du roi Tamatoa III et de Maihea Tehani, fille de la reine Tehaapapa de Huahine.
Fils unique de Tamatoa III, il est son successeur désigné au trône du nouveau Royaume-Uni formé en 1830 par la réunion des îles Raiatea et Tahaa.
Il est également le frère des deux épouses successives du roi Pomare II : Teriitaria et Teremoemoe.
Il est ainsi l'oncle du roi Pomare III, de la reine Pomaré IV de Tahiti et du prince Ariʻifaaite.

## Union morganatique
Il épouse morganatiquement à Huahine, Mahuti, issue de la petite noblesse de Tahiti, dont il aura quatre enfants non dynaste :
- Prince Jean,
- Prince Salomon Faʻaoromai,
- Prince Joseph Tamatoa,
- Princesse Maerehia, qui épouse vers 1840 le roi Ariʻimate de Huahine (1824-1874),
- Princesse Maerehia Hapaitahaʻa

Bien que les enfants issus de cette union sont écartés du trône, les enfants du roi ont tous contracté des alliances princières. On compte parmi ses petits-enfants, issus de sa fille la princesse Maerehia, le Prince Marama, régent de Huahine, puis le dernier roi de Raiatea et Tahaa Tamatoa VI, et, enfin, son arrière-petite-fille Teha'apapa III, dernière reine de Huahine.
Ses descendants sont d'ailleurs les derniers souverains du Royaume-Uni de Raiatea et Tahaa et du royaume de Huahine et Maia'o.
Ses trois fils étant écartées de la succession légitime, il sera contraint de laisser son trône à un membre de la Maison royale des Pomare, le futur Tamatoa V.

## Règne

### Accession au trône

Drapeau du royaume de Raiatea (1847-1880).

Nommé héritier du trône par son père, il devient au décès de ce dernier, le second roi du Royaume-Uni de Raiatea et Tahaa sous le nom de Tamatoa IV en 1831. Cependant, les débuts de son règne sont marqués par des troubles politiques internes. Son couronnement n'aura lieu qu'en juin 1838. De nouveaux troubles internes secouent à nouveau son règne en 1854.

### Guerre contre les français
C'est sous son règne que le protectorat français est établi sur les États de la famille Pomare en 1843.
Sous l'influence du consul George Pritchard, principal conseiller de la reine de Tahiti, Pōmare IV expulse alors deux missionnaires catholiques français de l'archipel dans le but de maintenir la dominance du Protestantisme. Le consul français à Tahiti, Jacques-Antoine Moerenhout, crie à l'affront et fait parvenir une plainte à la puissance impériale française, qui répondra en la personne de l'officier naval du nom d'Abel Aubert du Petit-Thouars. Ce dernier contraint le gouvernement indigène à payer une indemnité à la France et à signer avec elle un traité d'amitié censé faire respecter les droits des sujets français de l'archipel, y compris ceux de tout futur missionnaire catholique. Quatre ans plus tard, Dupetit-Thouars prétend que les Tahitiens n'ont pas respecté le traité ; il force alors les chefs tahitiens, de même que la reine Pōmare IV, à signer une demande de protection auprès de la France, demande qui est envoyée par la suite en Europe pour être formellement ratifiée.

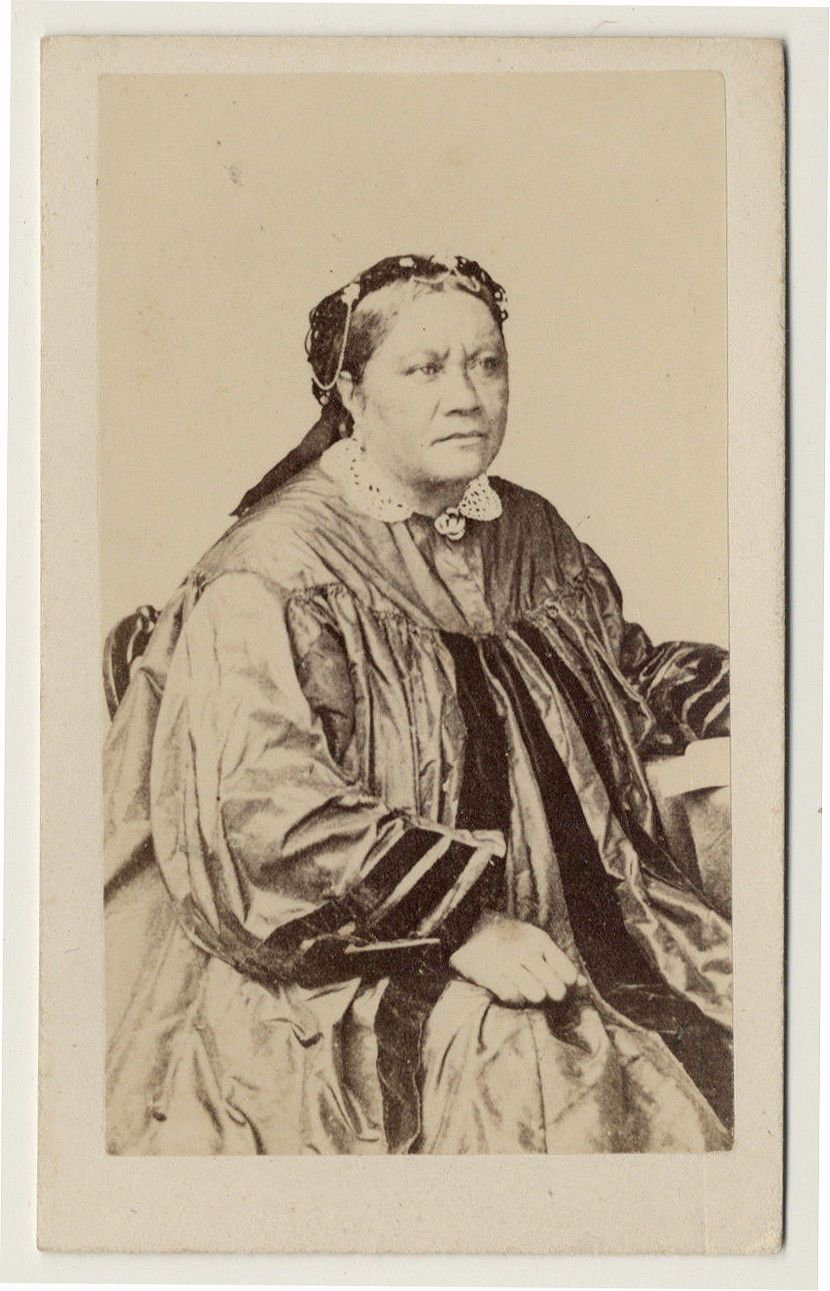
Pomaré IV de Tahiti, nièce et alliée de Tamatoa IV.

Le consul anglais Pritchard était parti en mission diplomatique au moment où se produisait l'incident entre l'amiral Dupetit-Thouars et les chefs tahitiens. Ce n'est qu'à son retour qu'il constate que les îles sont passées sous le contrôle des Français. Il encourage alors la reine Pomare IV à résister à l'intervention de la France. La reine écrit alors pour demander - en vain - l'aide de la reine Victoria, et même celle du roi de France, Louis Philippe. Par esprit de résistance, elle refuse également l'usage dans son royaume du drapeau du protectorat, qui intègre le drapeau tricolore en son canton, choisissant plutôt d'arborer le drapeau tahitien devant sa résidence.
En novembre 1843, Dupetit-Thouars destitue la reine en raison de sa résistance et annexe formellement les îles. Il promeut Armand Joseph Bruat au rang de gouverneur colonial, avec la charge de diriger le territoire. Pomare IV et sa famille se réfugient alors dans le consulat britannique, avant de prendre la fuite vers l'île avoisinante de Raiatea à bord d'un navire britannique, le HMS Basilisk. Le consul anglais Pritchard, quant à lui, est capturé, puis déporté par les Français. Cet incident diplomatique, connu sous le nom d' "affaire Pritchard", manque de provoquer un conflit entre la France et l'Angleterre, évité de justesse après que la France présente des excuses formelles aux Anglais pour avoir capturé ainsi leur consul.
Sur un second front, les Français tentent de conquérir et d'annexer les trois royaumes environnants situés dans les îles Leeward. Ces trois royaumes étaient les suivants : Raiatea, sous la responsabilité du roi Tamatoa IV (le royaume où la reine Pomare IV s'était réfugiée) ; Huahine, dirigé par la reine Teriitaria II et Bora Bora, où régnait le roi Tapoa II. Ces trois territoires étaient rattachés à la famille des monarques Pomare par un réseau d'allégeances formelles que les Français décident d'interpréter comme une juridiction administrative véritable, ce qui explique la tentative d'annexion. Sous les ordres du capitaine Louis Adolphe Bonard, les forces françaises mettent en place un blocus autour de Raiatea à la suite de ce qu'ils décrivent comme un "massacre" : les guerriers de Huahine, au service de la reine Teriitaria attaquent les soldats français à la bataille de Maeva, tuant dix-huit marins français et blessant quarante-trois d'entre eux.

### Une indépendance reconnue
Le protectorat français devait s'étendre aux Iles-Sous-Le-Vent, alors considérées par les Français dépendances des Pomare. Toutefois, les souverains de ces dernières îles (Huahine, Raiatea et Tahaa, Bora-Bora et Maupiti) s'unirent pour protester auprès de l'Angleterre contre cette intégration de leurs îles dans le protectorat français.
En juin 1847, les voix de ces souverains sont entendues puisque la France et le Royaume-Uni, à travers la Convention de Jarnac, reconnaissaient l'indépendance totale de ces îles.

### Succession
À la mort du roi Tamatoa IV en 1857, ses trois fils ne pouvant hériter du trône, c'est le fils de la reine Pomaré IV de Tahiti, qui monte sur le trône sous le nom de Tamatoa V.

## Titulature
- Son Altesse le prince Moe'ore de Raiatea (1797 - 1802)
- Son Altesse royale le prince héritier de Raiatea (1802 - 1830)
- Son Altesse royale le prince héritier de Raiatea et Tahaa (1830 - 1831)
- Sa Majesté le Roi du Royaume-Uni de Raiatea et Tahaa (1831 - 1857).

## Sources
1. ↑  Royal Ark
2. ↑  Garrett, John., To live among the stars : Christian origins in Oceania, World Council of Churches, 1982 (OCLC 1100178789, lire en ligne)
3. ↑  « J. A. Moerenhout | NZETC », sur nzetc.victoria.ac.nz (consulté le 23 mars 2020)
4. ↑  (en) Lorenz R. Gonschor, « Law as a tool of oppression and liberation: institutional histories and perspectives on political independence in Hawaiʻi, Tahiti Nui / French Polynesia and Rapa Nui », Thesis (M.A.)--University of Hawaii at Manoa, 2008.,‎ août 2008 (lire en ligne, consulté le 23 mars 2020)

- Tahiti, les temps et les pouvoirs. Pour une anthropologie historique du Tahiti post-européen, Paris, ORSTOM, 543 p., Jean-François BARE.
- Tahiti aux temps anciens (traduction française de Bertrand Jaunez, Pars, Musée de l'Homme, Société des Océanistes, 671p. (édition originale Ancient Tahiti, Honolulu 1928) de Teuira Henry.
- La lignée royale des Tamatoa de Ra'iatea (îles Sous-le-Vent), Papeete, ministère de la Culture, 229 p., B.SAURA.
- Chefs et notables au temps du protectorat: 1842 - 1880, Société des Études Océaniennes, Raoul Teissier, réédition de 1996.